# Ballonblume

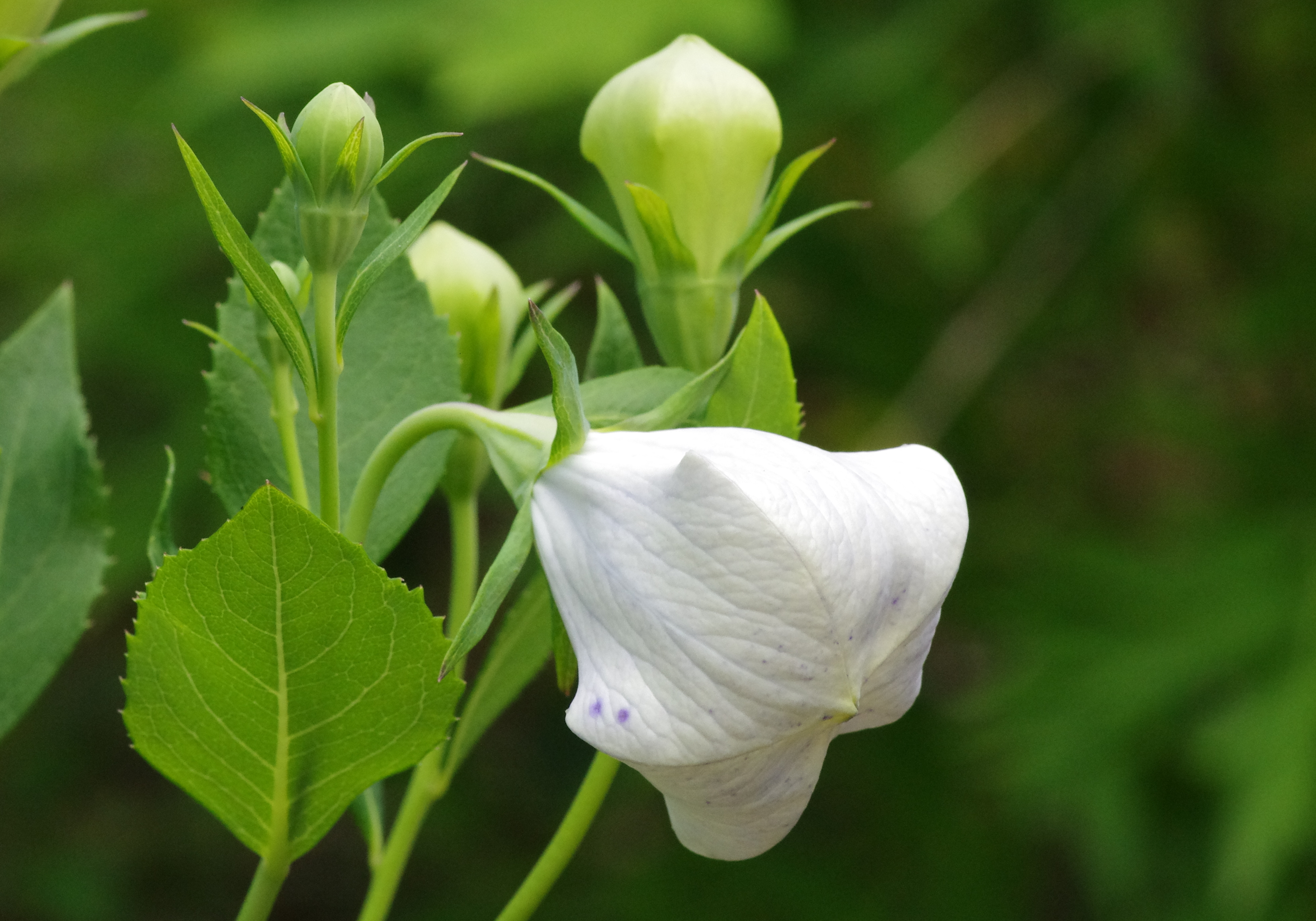
Die Knospen (Hintergrund) und die noch ungeöffneten Blüten (Vordergrund, hier die seltenere weiße Form) von Platycodon grandiflorus ähneln einem Ballon.

Die Ballonblume (Platycodon grandiflorus, Syn.: Campanula glauca Thunb., Campanula grandiflora Jacq. (Basionym), Platycodon glaucus (Thunb.) Nakai, Platycodon grandiflorum), auch Großblütige Ballonblume oder Chinesische Glockenblume genannt, ist die einzige Pflanzenart der monotypischen Gattung Platycodon aus der Familie der Glockenblumengewächse (Campanulaceae). Der deutsche Name rührt daher, dass sich die Blütenknospen aufblähen, bevor sie aufgehen.

## Beschreibung
Platycodon grandiflorus wächst als oben verzweigte, ausdauernde, krautige Pflanze und erreicht Wuchshöhen von 20 bis 100 cm. Es werden fleischige rübenartige Pfahlwurzeln gebildet.
Die sitzenden bis kurz gestielten, wechsel- bis gegenständigen oder wirteligen Laubblätter sind eiförmig, bis 7 cm lang und bis 3,5 cm breit. Sie sind fast kahl und spitzig gesägt bis gezähnt und spitz bis zugespitzt sowie unterseits glauk.
Die Ballonblumen sind protandrisch, also vormännlich (sekundäre Pollenpräsentation). Die leicht duftenden Blüten erscheinen end- oder achselständig und einzeln oder in wenigblütigen Trauben. Die großen, meist fünfzähligen, gestielten Blüten mit doppelter Blütenhülle weisen einen Durchmesser von 4 bis 7 cm auf. Es ist ein kleiner Blütenbecher mit kurzen, schmal-dreieckigen Kelchzipfeln ausgebildet. Die blauen bis violetten selten weißen oder rosa Kronblätter sind breit trichter-, schüsselförmig verwachsen mit ausladenden, dreieckigen Zipfeln. Es ist nur ein Staubblattkreis mit fünf kurzen Staubblättern vorhanden. Die Staubfäden sind im unteren Teil verbreitert und innen behaart (Nectar-dome). Der mehrkammerige Fruchtknoten ist halbunterständig mit relativ kurzem, mehr oder weniger behaartem Griffel mit gelappter, haariger Narbe. Blütezeit ist von Juli bis August. Es sind Nektarien vorhanden.

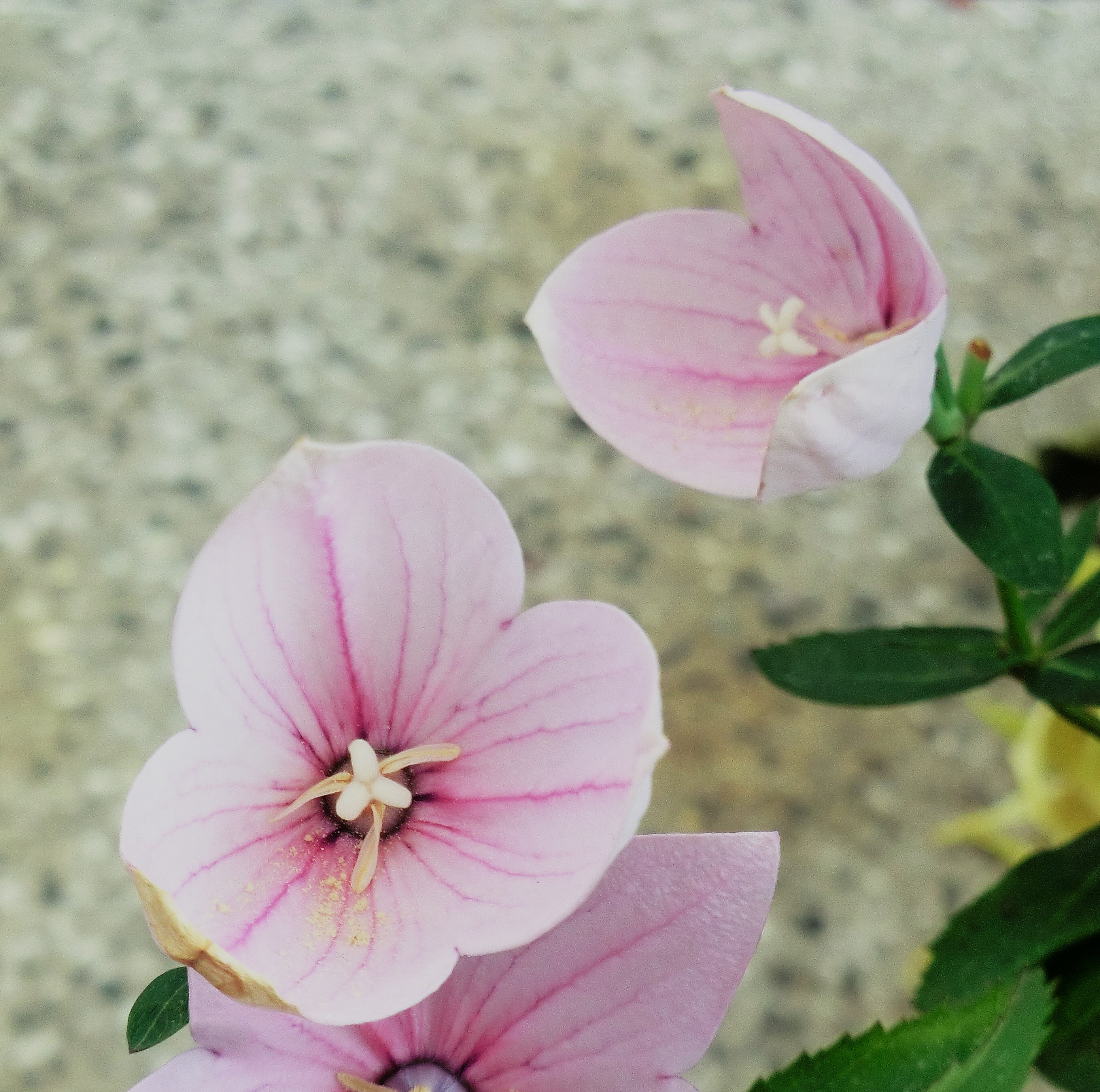
Dreizählige Blüten
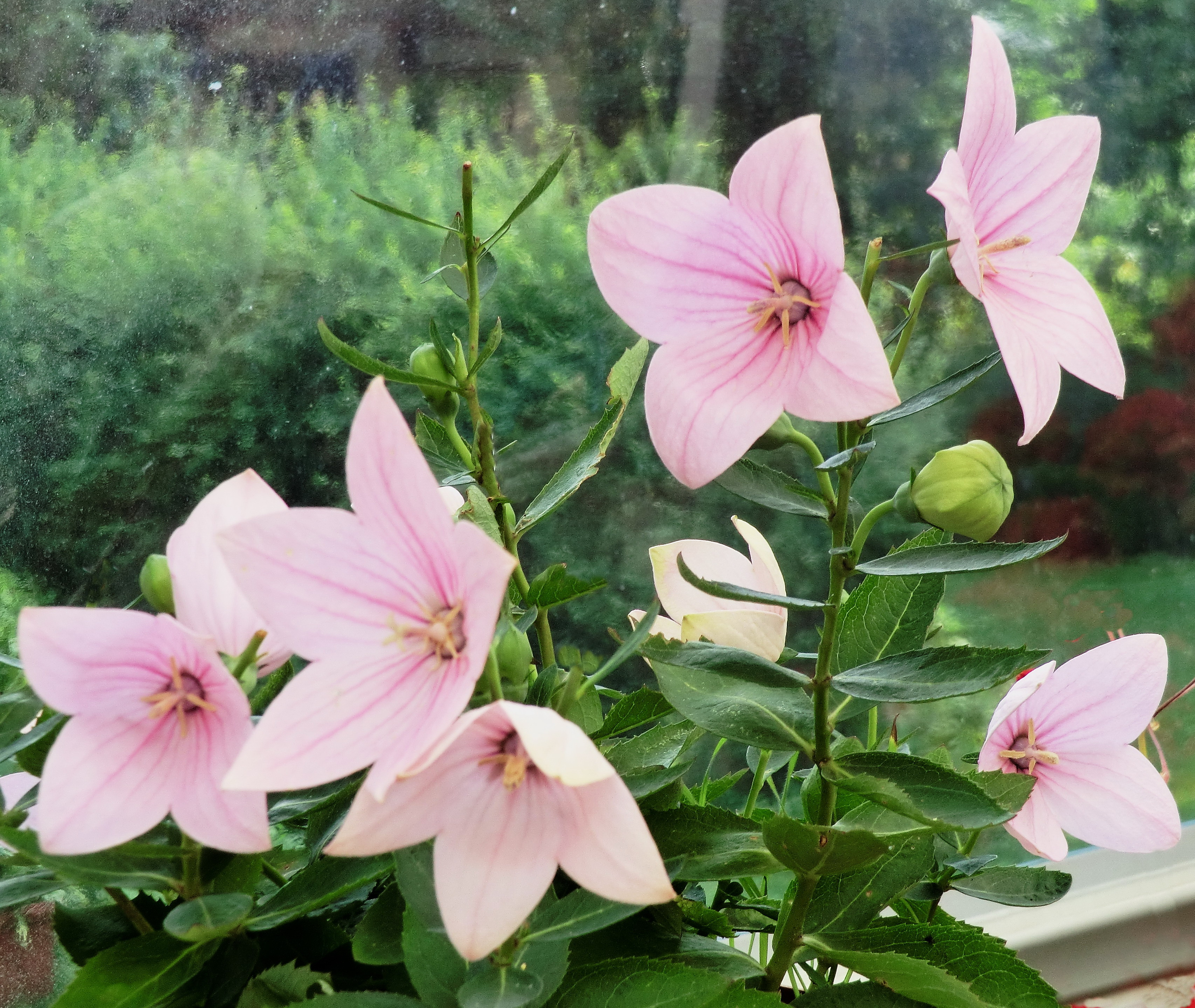
Vierzählige Blüten
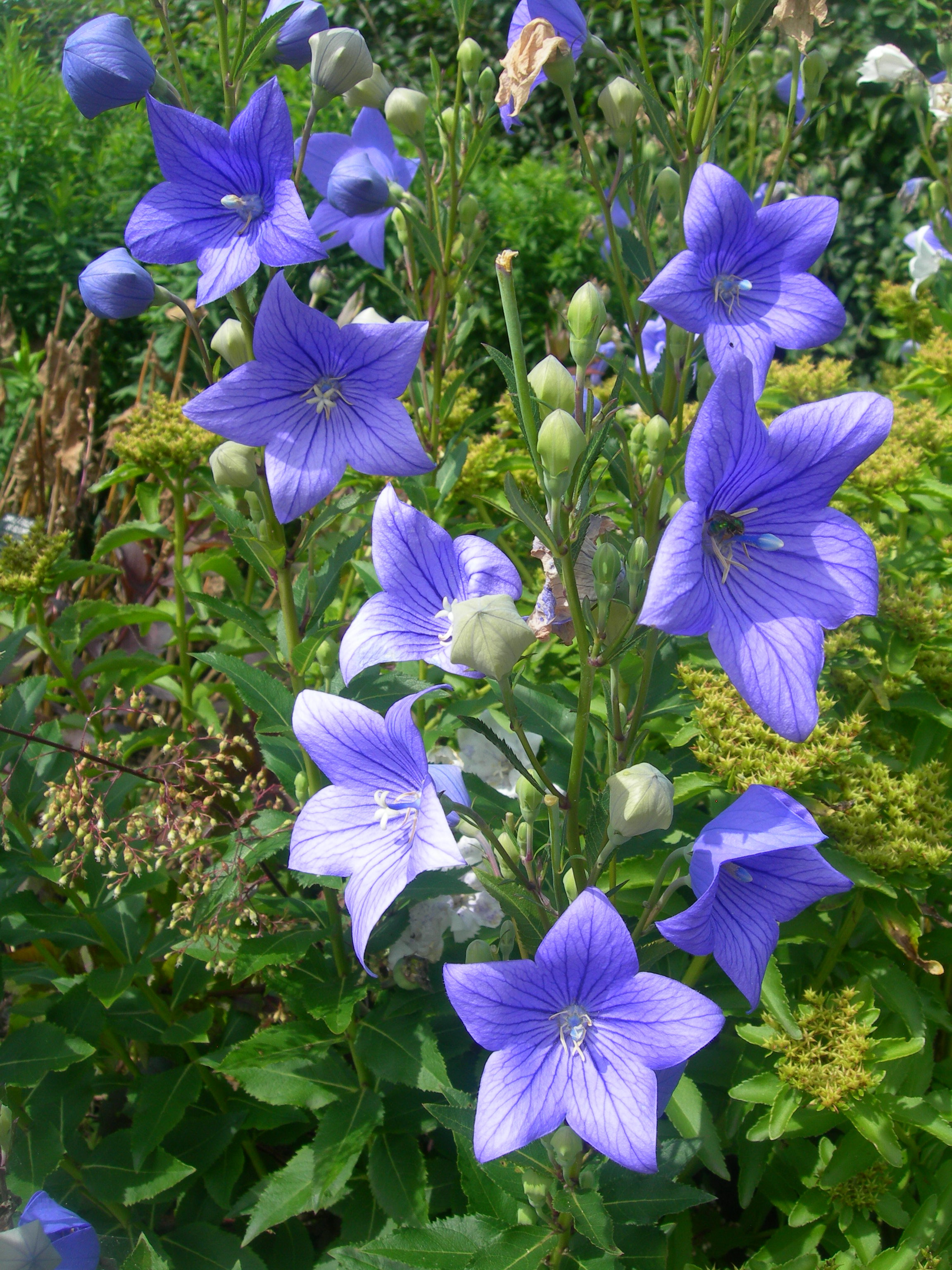
Fünfzählige Blüten
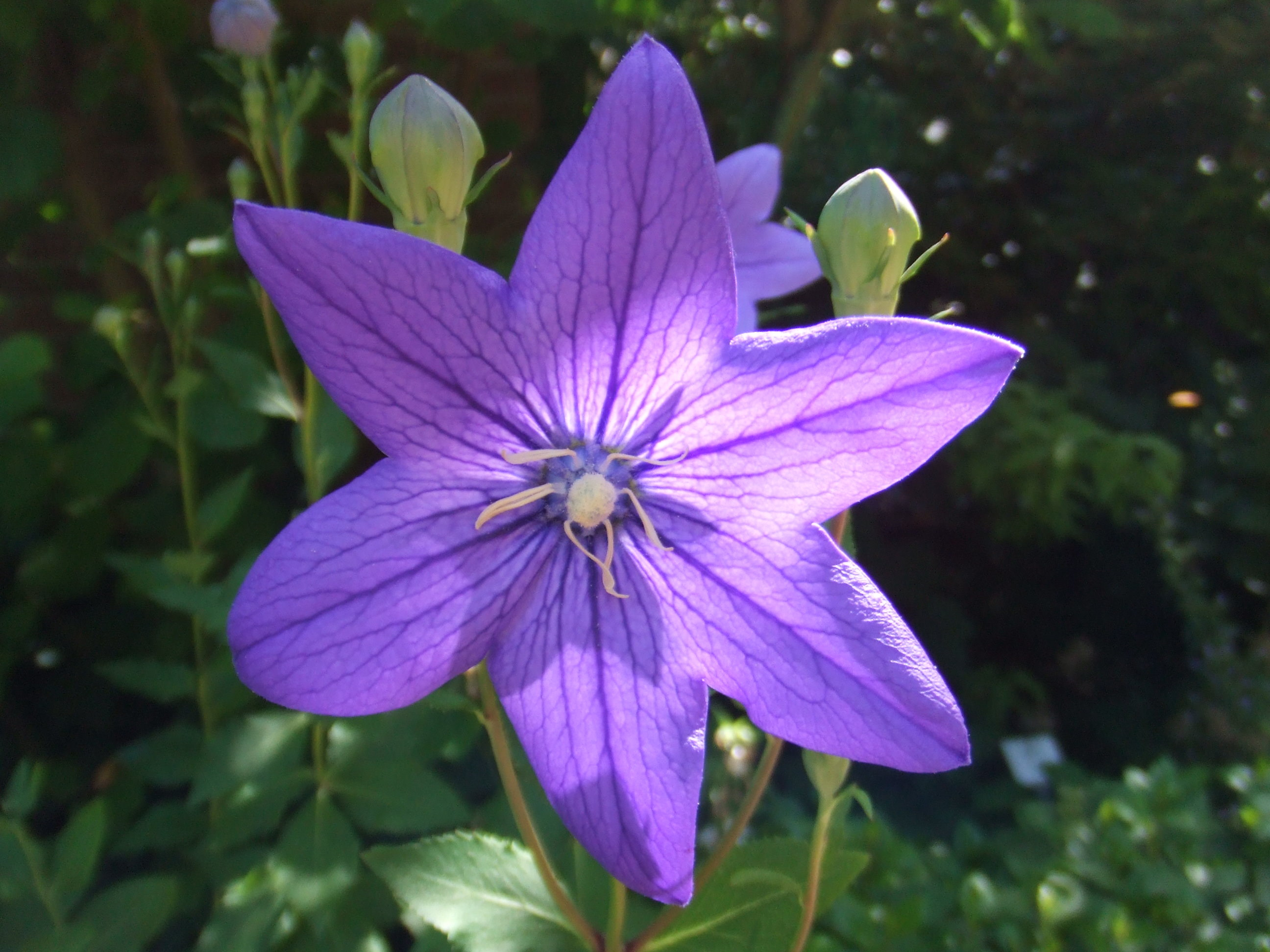
Sechszählige Blüte

Die verkehrt-eiförmige und lokulizidale, vielsamige Kapselfrucht mit Kelchresten enthält eiförmige, abgeflachte, erst violette und später dunkelbraune, glatte, etwa 2 Millimeter lange Samen.
Die Chromosomenzahl beträgt 2n = 18 oder 36.

Grundstruktur der Ballonblumen-Saponine mit R^{1} = verschiedene Zuckerreste und
R^{2} = verschiedene Alkylreste.

## Vorkommen
Die Heimat der Ballonblume liegt in Nordostasien in China, Ostsibirien, der Mongolei, Korea und Japan. In manchen weiteren Gebieten ist diese Art verwildert; in Mitteleuropa beispielsweise in Belgien, den Niederlanden, in Bayern und in Sachsen.
Bevorzugte Standorte sind Trockenrasen und steinige Böden zwischen Gebüsch oder auf Waldlichtungen.

## Taxonomie
Die Ballonblume wurde 1777 von Nicolaus Joseph von Jacquin in Hortus Botanicus Vindobonensis Band 3 Seite 4 als Campanula grandiflora erstbeschrieben. Die Art wurde 1830 von Alphonse de Candolle in Monographie des Campanulées Seite 125 als Platycodon grandiflorus (Jacq.) A.DC. in die Gattung Platycodon gestellt. Synonyme sind Campanula glauca Thunb., Campanula grandiflora Jacq. (Basionym) und Platycodon glaucus (Thunb.) Nakai.

## Verwendung und pharmakologische Eigenschaften
Sorten dieser Art werden als bedingt winterharte Zierpflanzen verwendet. Es wurden eine Reihe Sorten mit unterschiedlichen Blütenfarben und -größen gezüchtet.
Ihre Wurzeln (Radix platycodi) werden in der traditionellen chinesischen und koreanischen Medizin und in der koreanischen Küche zur Immunstimulation und gegen Krebs benutzt. Im Tierversuch verstärken Extrakte aus der Pflanze die Aktivität von B-Zellen und die Zytokin-Produktion. Saponine aus der Wurzel (Platycodin A–E) zeigen im Labor entzündungshemmende Wirkung. Außerdem wird sie als Zierpflanze angepflanzt.
Nur junge Blätter werden gegart gegessen; es wird gesagt, dass die älteren Blätter giftig sind. Ältere Blätter werden getrocknet und als Gewürz verwendet. Wurzeln werden gegart in Suppen als kräftigendes Gemüse gegessen. Die Wurzeln werden auch geschält gesäuert oder in Zucker haltbar gemacht. Vor allem in der Koreanischen Küche kommen die Wurzeln als „Bellflower roots“ oder Doraji (도라지) vor. Ähnlich sind jene von Codonopsis lanceolata.
Die Wurzeln werden im rohen Zustand oft als giftig bezeichnet.